# 燈明堂 (横須賀市)

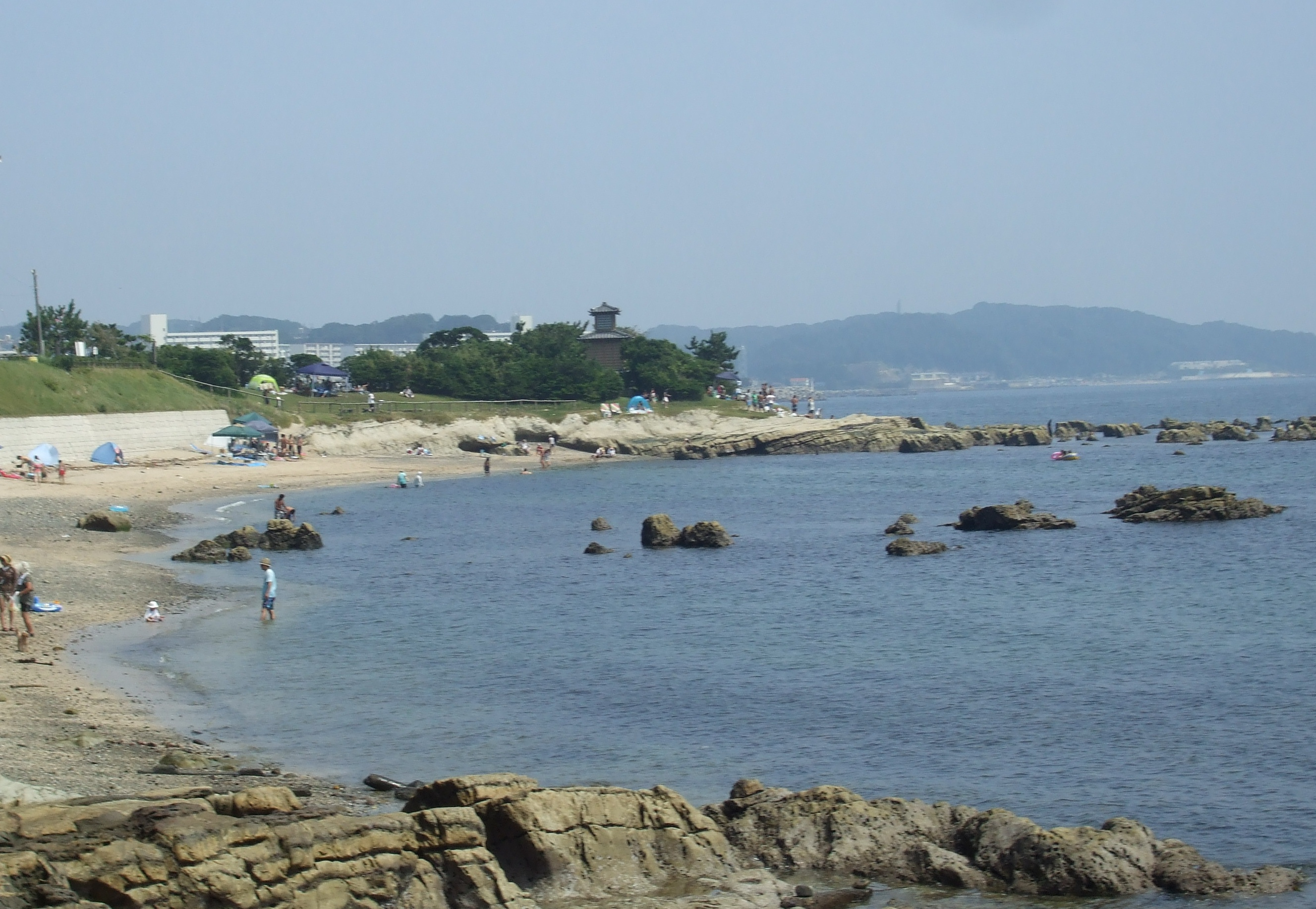
浦賀港の南側入り口にある燈明崎と燈明堂。

燈明堂（とうみょうどう）は、神奈川県横須賀市の浦賀港入り口にあたる燈明崎の先端に、江戸時代に築造された和式灯台である。

## 概要

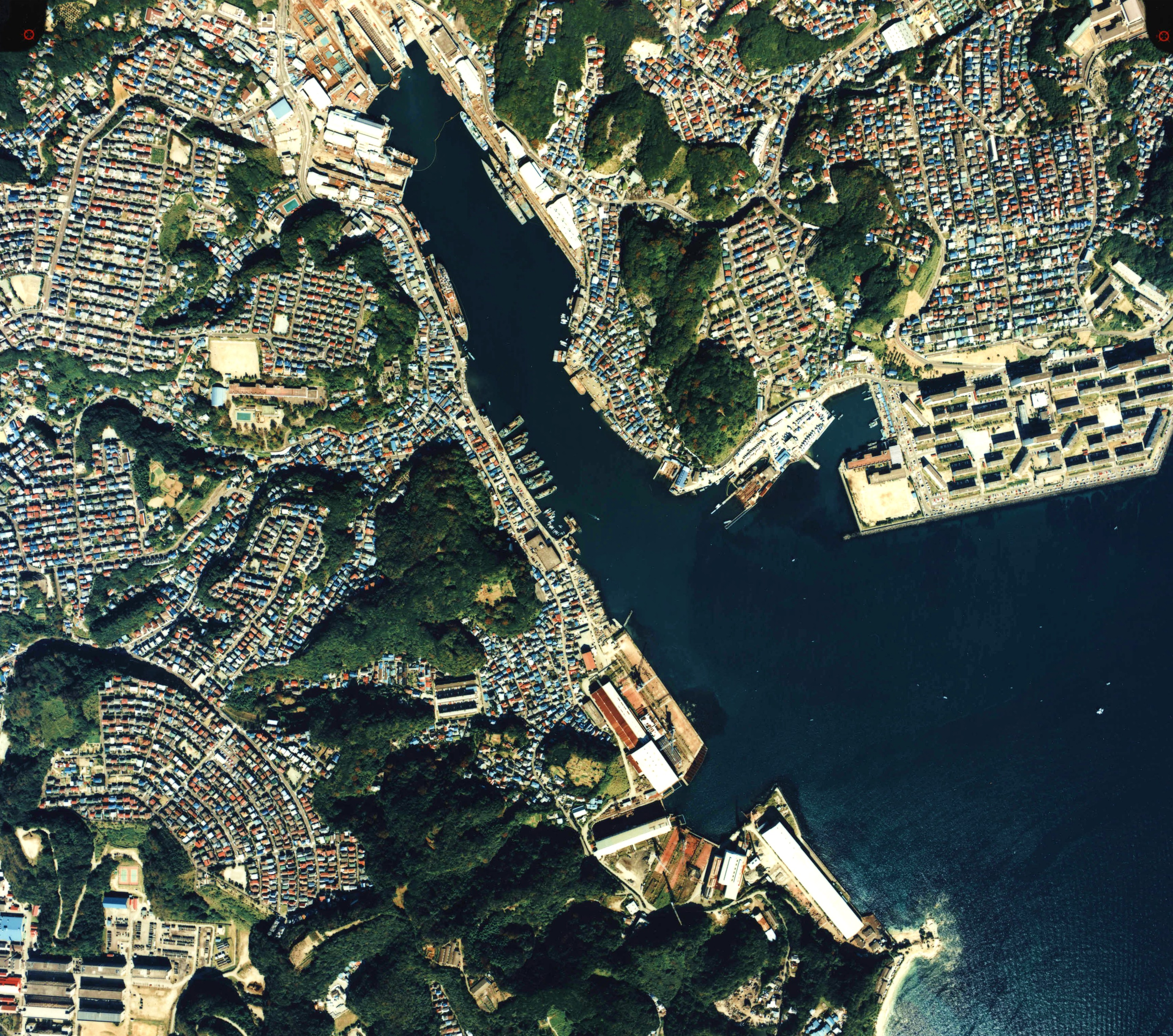
浦賀湾（港）付近の空中写真（1988年撮影）
画像右下の海に突き出した小さな岬が燈明崎である。浦賀水道が右側（東）に広がり、浦賀港の入り口に燈明堂が設置された位置関係が分かる。

天正18年（1590年）の、徳川家康の江戸城入城後、江戸を中心とした水運は急速な発展を見せるようになった。水運の発展に伴い、東京湾入り口に近く、浦賀水道に面する入江である浦賀は港として大きく発展し、浦賀港に入港する船の安全を図る必要に迫られた。また浦賀水道を通行する船の増大は、夜間に浦賀水道を通過する船の安全策を講ずる必要性も高まってきた。
慶安元年（1648年）、江戸幕府は浦賀港入り口の岬に和式灯台である燈明堂を建設した。燈明堂は篝火ではなく堂内で油を燃やすことによって明かりを得ており、堂内には夜間は燈台守が常駐していた。当時は夜間に明かりがほとんどなかったこともあって、燈明堂の明かりは対岸の房総半島からも確認できたと言われている。建設当初は江戸幕府が燈明堂の修復費用を負担し、当時の東浦賀村と浦賀港の干鰯問屋が灯火の費用を負担していたが、元禄5年（1692年）以降は浦賀港の干鰯問屋が修復費用も捻出するようになった。
海に突き出た岬上にある燈明堂は、台風などの暴風や大地震による津波によって建物や石垣が崩されることがあった。しかし東京湾を通行する船の安全を守る役割を果たしていた燈明堂は、建物が破損してもただちに仮設の燈明堂を建設し、明かりが絶えないように努力がなされた。
明治2年（1869年）、日本初の洋式灯台である観音埼灯台が建設されたことによって、燈明堂はその使命を終え、明治5年（1872年）に廃止となった。廃止後も明治27年（1894年）ないし明治28年（1895年）頃まで燈明堂の建物は残っていたが、その後崩壊して石垣のみが残されていた。
浦賀の燈明堂は昭和43年（1968年）に横須賀市の史跡に指定された。昭和62年（1987年）には燈明堂とその周辺の発掘が行なわれ、翌昭和63年（1988年）には燈明堂がある岬への遊歩道の整備と、燈明堂の西側にあったと伝えられていた高札場の発掘が実施された。そして文献調査と発掘調査を踏まえ、昭和63年（1988年）に横須賀市は燈明堂の復元に取り掛かり、平成元年（1989年）3月に復元工事は完成し、復元された燈明堂とその周辺は現在は公園として整備されている。

## 歴史

### 浦賀の発展と燈明堂

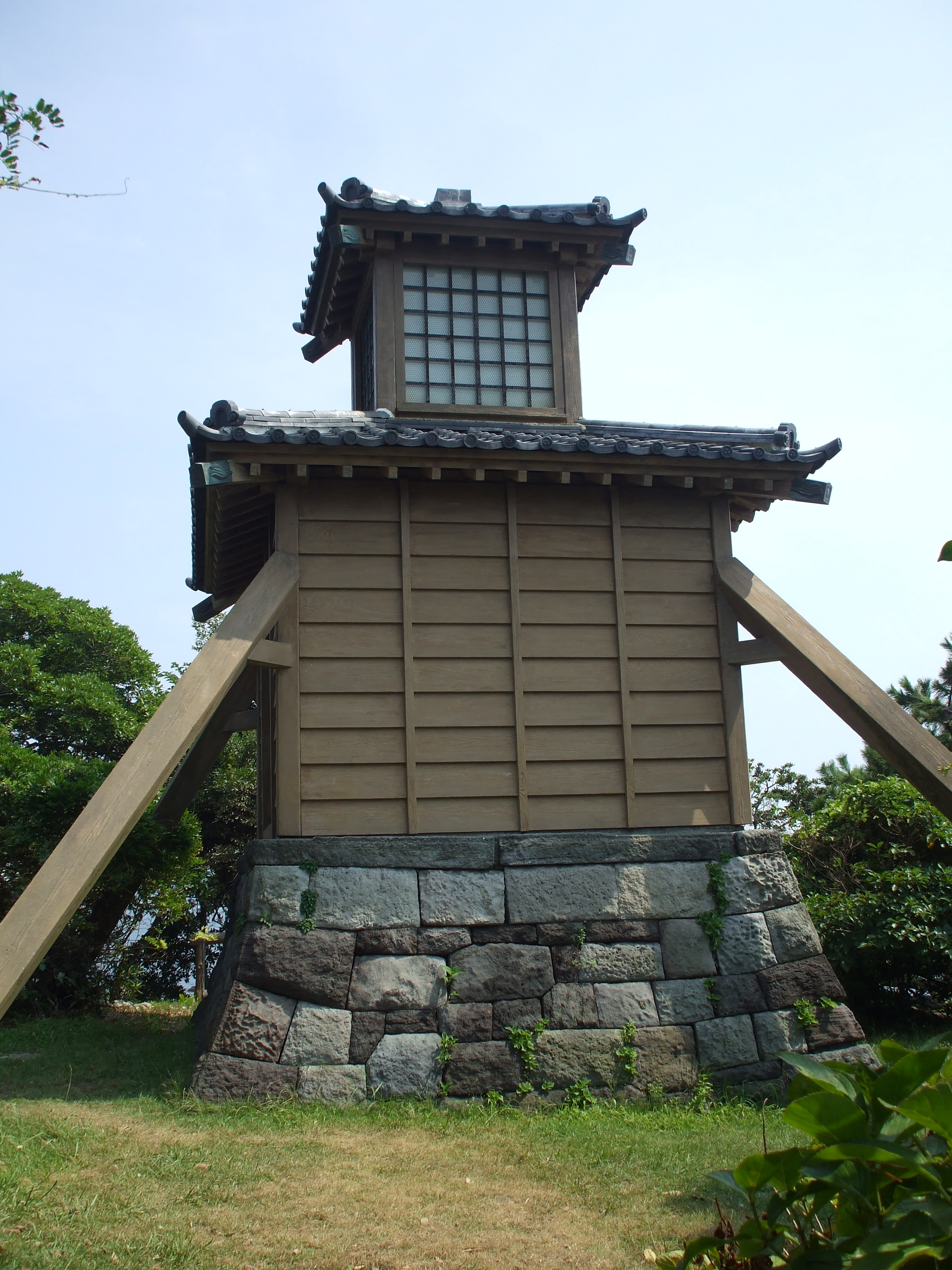
復元された燈明堂。

三浦半島は古代より相模と上総を結ぶ海上交通の要衝であり、現在の横須賀市東部はリアス式海岸で船の停泊に適した場所が多かったこともあり、中世以降水運が発達するようになった。特に天正18年（1590年）の徳川家康の江戸入城、そして慶長8年（1603年）の江戸幕府の成立によって、現在の東京湾の水運は飛躍的な発展を見せるようになった。
水運の飛躍的な発達に伴い、東京湾を航行する船が通過する浦賀水道の重要性が高まり、浦賀水道に面する深い入江である浦賀には風待ちの船が多く集まるようになり、また干鰯問屋などの商人たちも集まって栄えるようになった。そして享保5年（1720年）には浦賀奉行所が設置され、東京湾口にあって交通の要衝である浦賀は、往来する船やその積荷を検査する場としての役割も担うようになった。
港湾としての重要性を増した浦賀に入港する船の安全と、東京湾の入り口である浦賀水道の航行の安全を図る必要性が高まる中、江戸幕府は慶安元年（1648年）、石川六左衛門重勝と能勢小十郎頼隆の指図のもと、浦賀に燈明堂を建設した。

### 常夜灯と燈明堂
海に囲まれた日本では、江戸時代以前から夜間の船の航行安全を図る目的で、篝火など様々な形式の明かりが沿岸部に設置されてきた。江戸幕府の成立後、樽廻船、菱垣廻船などの発達により海運が飛躍的に発展する中、夜間航行の安全性を高めるために、各地の沿岸部に和式灯台である燈明台や篝火を焚く篝屋が設置されるようになった。例えば東京湾周辺では浦賀の燈明堂以外に城ヶ島に篝屋が建設されたが、当時建設された多くの燈明台は神社仏閣の常夜灯がその役割を果たしているものが多く、浦賀の燈明堂は神社仏閣の常夜灯ではなく、宗教色が全く無い施設であったことが特徴の一つとして挙げられる。

### 燈明堂の運営
浦賀の燈明堂は、浦賀水道を航行する船と浦賀港を利用する船の航行安全を図るために江戸幕府が建設したという経緯から、当初修繕などの維持費用は幕府が負担していた。一方、建設当初は菜種油、その後魚油を用いた燈明の燃料代と燈明堂の燈台守については当時の東浦賀村と、寛永19年（1642年）に成立した浦賀の干鰯問屋が受け持つことになっていた。
ところが元禄5年（1692年）になって、上総の干鰯問屋が浦賀への新規進出を目論み、幕府に対して浦賀への新規進出を認めてもらえたら運上金の納入と燈明堂の維持費用を全て負担すると申し出た。当時15軒あった浦賀の干鰯問屋は新規進出を阻むため、同様の条件を幕府に提示し、上総の干鰯問屋の新規進出を認めないように嘆願した。結局、上総の干鰯問屋の浦賀進出は幕府より許可されることはなかったが、以降燃料代と燈台守ばかりではなく燈明堂の維持費用も浦賀の干鰯問屋が負担することになった。
岬の先端にある燈明堂は、台風などによる暴風や大地震による津波によってしばしば大きな被害を蒙り、老朽化に伴う修繕も必要であった。まず享保8年（1723年）には暴風によって建物が倒壊した。そして文政12年（1829年）には80両を費やした大修理が行われたものの、直後の天保3年（1832年）と天保4年（1833年）には二年連続台風に襲われ、建物ばかりではなく石垣も崩されてしまったため、234両を費やして修復が行なわれた。そして安政元年（1854年）には安政東海地震に伴う津波に襲われ、燈明堂は大きく破壊された。江戸時代の中期以降、浦賀で取り扱う干鰯の量が減少していくようになり、干鰯問屋の経営が厳しくなっていく中で燈明台の維持管理を担うことは大きな負担となったが、倒壊後には直ちに仮設の燈明堂を設置するなど、浦賀の干鰯問屋らは浦賀港に入港する船と浦賀水道の航行安全に不可欠な燈明堂の維持管理に尽力し続けた。

### 観音埼灯台の建設と燈明堂の廃止
安政東海地震に伴う津波による倒壊の直前である嘉永6年（1853年）のペリー艦隊の来航時には、浦賀の燈明堂はペリー艦隊の航行の目安ともなった。そしてペリー来航によって鎖国体制が終焉し、欧米各国などの船が盛んに往来するようになる中、沿岸部の燈明台などの明かりしかない日本の沿岸航行は大きな危険を伴うと認識されるようになった。
明治2年（1869年）、フランス人技術者レオンス・ヴェルニー設計の、光源にレンズを用いた最初の洋式灯台である観音埼灯台が点灯した。観音埼灯台の完成により浦賀の燈明堂はその役割を終え、明治5年（1872年）に廃止されることになった。燈明堂廃止後も明治27年（1894年）ないし明治28年（1895年）頃まで燈明堂の建物は残っていたが、その後崩壊して石垣のみが残されるようになった。

## 燈明堂の構造について

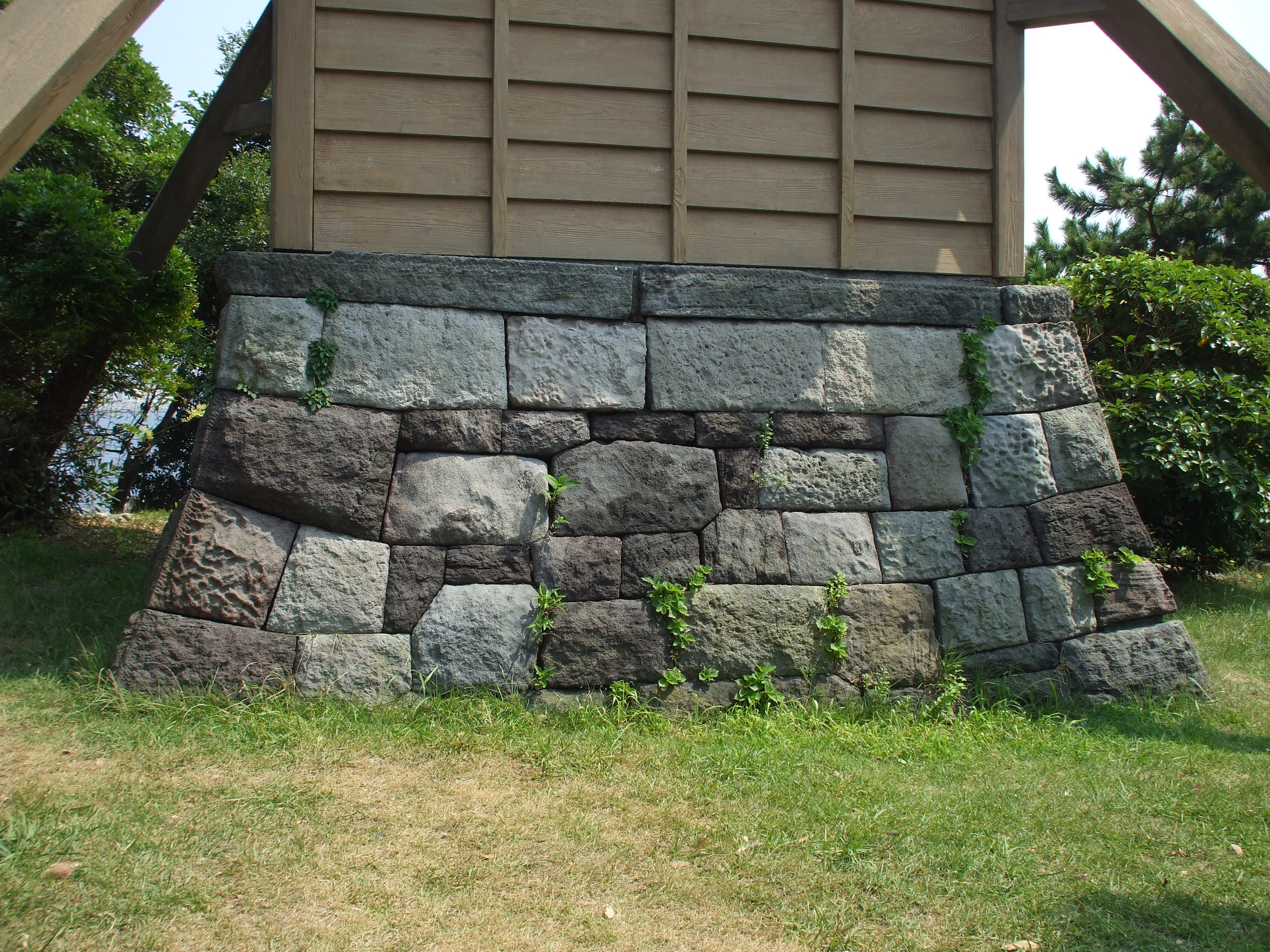
燈明堂西側の石垣。

燈明堂は下部の石垣と上部の木造建物で構成されていた。上部の木造建物は現在に残されている絵図から判断すると上下二層で構成されており、上層で明かりを灯していたと見られている。また屋根は瓦葺であったとされ、後述の発掘時にも瓦が検出されており、瓦葺であったことは明らかであるが、発掘時に検出された瓦には本瓦と桟瓦があり、本瓦葺きであったのか桟瓦葺きであったのか必ずしもはっきりしない点があるが、発掘内容から見て安政元年（1854年）の安政東海地震に伴う津波によって崩壊する以前は本瓦葺きであり、その後の再建時に桟瓦葺きとなったと考えられている。なお発掘された桟瓦の中に完形を留めたものが全く見られないことから、燈明堂の廃止後、使用されていた桟瓦は他の建物に転用されたと見られている。
燈明堂の木造建物上層は四面に鉄骨製の障子が嵌め込まれ、鉄骨障子は銅製の網が張られていた。銅網が張られた鉄骨障子の内部には燈明皿が置かれており、油が燃やされて明かりとなっていた。
二層の木造建物を載せていた石垣は、下端で約4.7×5.0メートル、上端で約3.7×3.9メートル、高さは約1.8メートルであった。石材は安山岩である伊豆石が全体の約8割以上を占め、残りの石材は根府川石や瀬戸内方面からもたらされたと考えられる御影石であり、これは江戸城の石垣に用いられている石材の構成と類似しており、江戸城築城時に余った石材を流用したものと考えられている。石垣の積石工法も江戸城築城で用いられた元和から寛永年間に大成された「切り込み接ぎ石垣」という技術が用いられており、崩壊しにくい締まった石垣が構築されている。
また石垣の東面と南面の一部は、西面と北面では見られない積石の緩みが見られる。これは安政東海地震による津波で石垣の一部が崩壊して修復された際には、「切り込み接ぎ石垣」の技法を持たない職人が修復作業に従事したため、修復部分に石垣の緩みが発生したものと考えられる。
浦賀の燈明堂は、四方から建物を支える控柱が取り付けられている。石垣の四隅の対角線上に安山岩製の礎石が設けられ、礎石に取り付けられた控柱が燈明堂本体の建物を支えていた。昭和63年（1988年）から平成元年（1989年）にかけて行なわれた燈明堂の復元以前は、四つあった礎石のうち二つが残っていた。この控柱の礎石である安山岩は石垣に用いられている安山岩と明らかに違う種類のものであり、控柱は燈明堂創建当時からあったものではなく、いずれかの建物倒壊後に建物補強のために新たに設けられた可能性が高い。

## 調査の経緯と復元

### 復元計画の始動と発掘
昭和61年度（1986年）度、横須賀市は石垣のみ残存していた燈明堂の復元を目指し、教育委員会内に燈明堂復元協議会を設立した。協議会ではまず文献の蒐集と残存していた石垣について調査を行い、燈明堂は数回の建て替えが行なわれていたことと、石垣については江戸城の石垣と同様の技法を用いて積み上げられていることが明らかになった。
昭和62年度（1987年）度には、燈明堂復元のためのデータ収集を目的として、燈明堂とその周辺の発掘調査を行うことになった。昭和62年（1987年）6月15日から26日にかけて行なわれた発掘調査によって、海側である東側を中心に、標高が低い基礎部分には盛土を行なった上に叩いて固めるといった整地と基礎工事が行なわれた上で、石垣が構築されたことが明らかとなった。
また、燈明堂北側からは本瓦や陶磁器が大量に検出されている。これは安政元年（1854年）の安政東海地震以前に、燈明堂で用いられていた本瓦と燈明堂の備品であった陶磁器類が、東京湾入り口である南側からの津波によって北側に建物が倒壊したために、集中して本瓦と陶磁器類が検出されるようになったものと考えられる。
検出された陶磁器の中には、皿や鉢類の他に灯明皿片、そして火鉢の一部と見られるものがあった。火鉢は冬季の夜間に灯台守を行なう際に暖をとるために用いられたものと見られている。
燈明堂本体とその周辺の発掘後、昭和63年（1988年）7月6日から13日にかけて、岬の先端部にある燈明堂への遊歩道の整備に伴い、かつて高札場があったと伝えられていた燈明堂西側の発掘が実施された。この時の発掘では高札場の高札を立てていたものと見られる、岩盤をくり貫いた柱穴が2つ検出された。

### 燈明堂の復元と三浦半島八景
数回の建て替えが行なわれたことが明らかとなった浦賀の燈明堂の復元に際し、いつの時期の燈明堂を復元するかについて議論が重ねられたが、各種資料が最も良く残っていて復元作業が最も容易であることなどから、安政元年（1854年）の安政東海地震の津波後に再建され、明治5年（1872年）の廃止に至った最後の燈明堂の建物を復元することになった。
復元に当たって、昭和63年（1988年）4月から初田亨が作成した燈明堂の復元図をもとに設計が開始され、設計をもとに基礎工事、部材の組み立てと進められた。平成元年（1989年）3月に復元工事は完成し、燈明堂周辺も公園として整備された。
復元された燈明堂は、神奈川県が平成13年（2001年）に選定した三浦半島八景に、「灯台（燈明堂）の帰帆」として選ばれた。